# Quý bà điệp viên (phim 2015)
Quý bà điệp viên (tựa tiếng Anh: Spy) là một bộ phim hài - hành động Mỹ năm 2015 do Paul Feig viết kịch bản và làm đạo diễn. Phim có sự tham gia của Melissa McCarthy, Jason Statham, Rose Byrne, Miranda Hart, Bobby Cannavale, Allison Janney và Jude Law.
Do 20th Century Fox phát hành và sản xuất bởi Feigco Entertainment và Chernin Entertainment, phim được công chiếu vào ngày 5 tháng 6 năm 2015. Ngay khi phát hành, phim nhận được các đánh giá tích cực từ giới chuyên môn và đạt doanh thu vượt mức 203 triệu đô la Mỹ.

## Nội dung
Susan Cooper là một nhân viên tại căn cứ CIA, cô hỗ trợ cho điệp viên chính quy Bradley Fine trong nhiệm vụ. Fine vô tình giết chết trùm buôn vũ khí Tihomir Boyanov, trong lúc anh đang hỏi hắn về vị trí cái vali chứa quả bom hạt nhân. Fine sau đó đến nhà Rayna, con gái của Boyanov. Tuy nhiên, Fine bị Rayna bắn chết, trong lúc Susan đang theo dõi trực tuyến. Rayna đã biết tên của các đặc vụ tại căn cứ CIA, trong đó có cả Rick Ford và Karen Walker.
Susan tình nguyện xin được đi theo dõi Rayna, vì Rayna chưa từng biết tới cô. Khi bà sếp Elaine Crocker đồng ý, Ford đã xin nghỉ việc. Được sự trợ giúp tình báo của người bạn thân Nancy, Susan đã đến Paris để nằm vùng. Đêm đó Ford xuất hiện và nói rằng Susan sẽ thất bại vì cô thiếu kinh nghiệm.
Sáng hôm sau, Susan phát hiện văn phòng của Sergio De Luca đã cháy rụi. Cô tìm thấy bức ảnh gã đàn ông đứng kế bên đám cháy. Ford xuất hiện và cãi nhau với Susan lần nữa rồi bỏ đi. Susan thấy gã đàn ông trong bức ảnh bám theo Ford và hắn đổi balô của Ford thành cái balô khác có chứa quả bom. Susan cảnh báo Ford kịp thời, rồi cô đuổi theo gã đàn ông vào tòa nhà bỏ hoang. Trong lúc vật lộn, gã đàn ông bị rơi xuống đất chết. Susan sau đó đến Rome để tìm De Luca.
Ở Rome, Susan gặp người liên lạc Aldo. Cô bám theo De Luca vào một sòng bạc, nơi mà cô cứu mạng Rayna. Rayna đưa Susan lên máy bay riêng để đến Budapest. Trên chuyến bay, một tên vệ sĩ phản bội định giết Rayna, nhưng Susan hạ gục hắn. Rayna nghi ngờ Susan là đặc vụ CIA, nhưng Susan nói dối rằng cô là vệ sĩ được Boyanov thuê để bảo vệ Rayna.
Ở Budapest, Susan gặp Nancy, người cũng được Crocker cử đi. Susan đuổi theo một chiếc xe hơi và phát hiện sát thủ trong xe chính là Karen - người đã bán những cái tên đặc vụ cho Rayna. Karen định bắn Susan, nhưng có kẻ bắn tỉa nào đó đã giết cô. Susan, Nancy và Aldo đưa Rayna đi gặp khách hàng mua bom. Người khách hàng là Lia, cô gái làm Ford xao lãng ở Paris. Nancy gây sự chú ý (bằng cách giả vờ làm fan cuồng của 50 Cent) để cho Susan đuổi theo bắt Lia. Sau một cuộc đánh nhau, Susan tính bắt giữ Lia, nhưng Lia bị Fine giết chết. Fine đã làm giả cái chết của anh và hiện giờ đang là tình nhân của Rayna.
Rayna giam Susan và Aldo vào trong căn hầm. Fine tiết lộ với Susan rằng anh đang lấy lòng tin của Rayna để tìm quả bom hạt nhân, và chính anh là kẻ đã bắn Karen. Susan và Aldo tìm cách trốn thoát. Ở dinh thự của De Luca, Rayna, Fine và De Luca đang đợi Solsa Dudaev, tên khủng bố từ tổ chức al-Qaeda.
Dudaev đưa De Luca một cái vali chứa đầy kim cương, Rayna mang quả bom ra. De Luca giết chết Dudaev, hắn tiết lộ sẽ bán quả bom cho người khác đánh bom thành phố New York. Nhân lúc Ford làm De Luca xao lãng, Susan giết hết thuộc hạ của De Luca. De Luca mang số kim cương và quả bom lên trực thăng tẩu thoát, nhưng Susan bắt kịp hắn. Sau một hồi vật lộn, Susan ném số kim cương và quả bom xuống hồ, rồi cô để mặc De Luca bị rơi xuống hồ.
Quả bom bị CIA tịch thu, Rayna bị bắt. Ford khen ngợi tài năng của Susan. Crocker đồng ý cho Susan làm điệp viên chính quy, và nhiệm vụ tiếp theo của cô là thâm nhập vào tổ chức buôn ma túy ở Prague. Fine mời Susan đi ăn tối nhưng cô từ chối để đi chơi với Nancy. Sáng hôm sau Susan thức dậy thấy mình đang nằm trên giường với Ford, cô hét lên.

## Phân vai
- Melissa McCarthy vai Susan Cooper
- Jason Statham vai Rick Ford
- Rose Byrne vai Rayna Boyanov
- Jude Law vai Bradley Fine

Áp phích khác của phim.

- Miranda Hart vai Nancy B. Artingstall
- Bobby Cannavale vai Sergio De Luca
- Allison Janney vai Elaine Crocker
- Peter Serafinowicz vai Aldo
- Morena Baccarin vai Karen Walker
- Björn Gustafsson vao Anton
- Nargis Fakhri vai Lia
- Raad Rawi vai Tihomir Boyanov
- 50 Cent vai chính anh
- Zach Woods vai Người đeo cà vạt màu tía
- Jessica Chaffin vai Sharon
- Will Yun Lee vai Timothy Cress
- Carlos Ponce vai Matthew Wright
- Richard Brake vai Solsa Dudaev
- Michael McDonald vai Patrick
- Jamie Denbo vai Bà chủ sòng bạc
- Ben Falcone vai Du khách người Mỹ
- Katie Dippold vai Katherine
- Steve Bannos vai Người pha chế Alan
- Mitch Silpa vai Fredrick
- Verka Serduchka vai chính ông
- Paul Feig vai Người khách say xỉn ở khách sạn Paris